# 武强溪

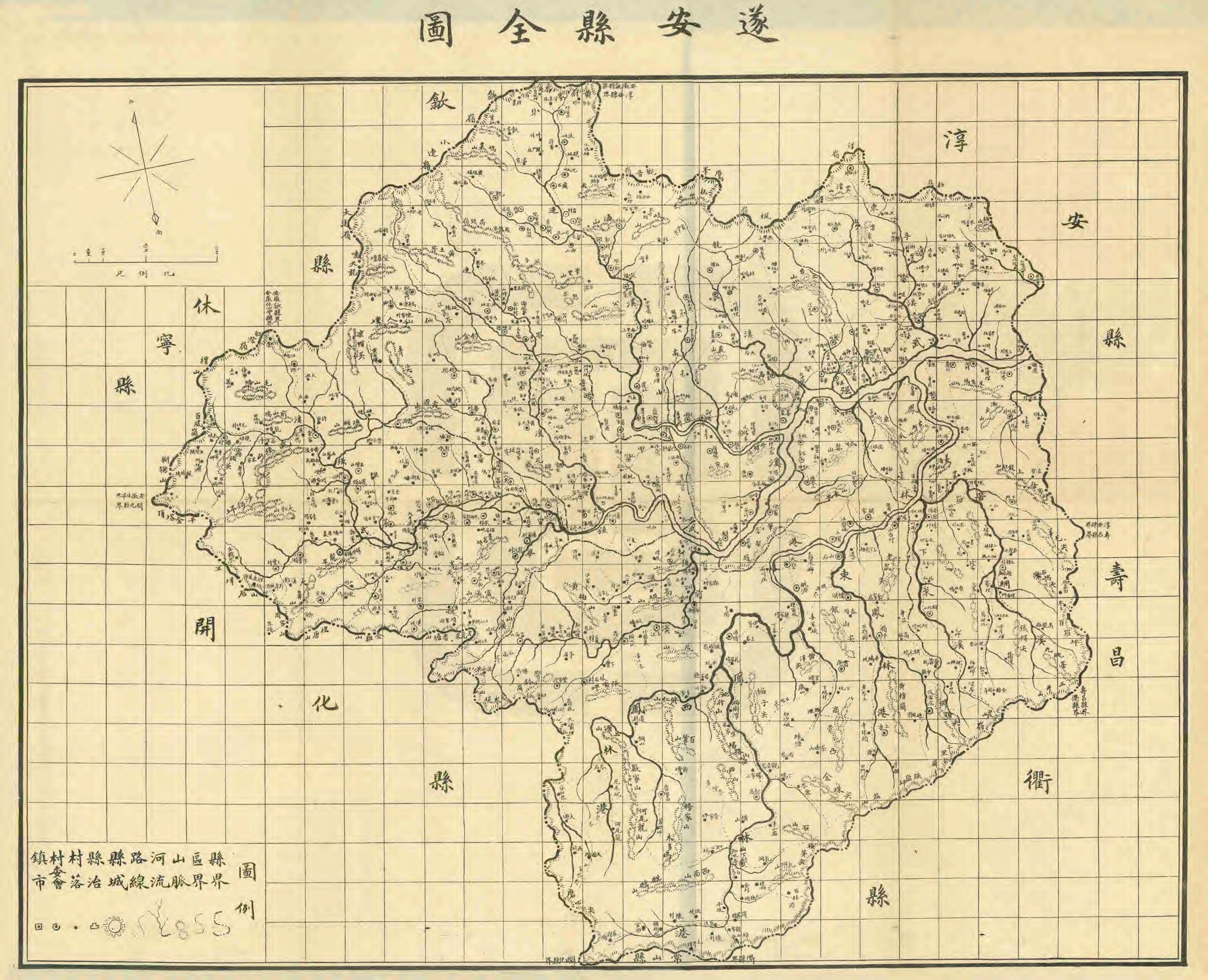
民国十九年（1930）《遂安县志》遂安县全图，武强溪为图中的主要河道。

武强溪位于中国浙江省杭州市淳安县西南，以流经武强山而得名，原为新安江支流，源出于浙、皖边界的白际山，旧时流域范围大部分属遂安县，过武强山即达县治南，继而东行六十里，至淳安县港口镇入新安江，1959年后入新安江水库（千岛湖）。